# Homonimia (językoznawstwo)
Homonimia (gr. ὁμός, homós „jednakowy, ten sam, taki sam; podobny” i όνομα, ónoma „imię; wyraz; tytuł”) – relacja wyrażania różnych znaczeń za pomocą identycznych form językowych. Występuje w morfologii fleksyjnej (synkretyzm form fleksyjnych, np. dam jako forma fleksyjna czasownika dać i rzeczownika dama) oraz słowotwórczej (np. ranny – zraniony, ranny – o poranku), a także w słownictwie (wyrazy homonimiczne, np. bal – przyjęcie (fr.), Bal – kłoda (niem.) i składni (zdrada przyjaciela, oznaczająca fakt bycia zdradzonym przez przyjaciela lub zdradzenia go).
Wyrażenia, które łączy relacja homonimii, nazywane są homonimami lub wyrazami homonimicznymi. O znaczeniu homonimu decyduje jego użycie, czyli kontekst, w jakim może występować. Zdarza się jednak, iż w komunikacie celowo przywoływane są dwa lub więcej znaczeń, np. w reklamie, w celu podniesienia atrakcyjności tekstu. Pozwala na to odpowiednie manipulowanie kontekstem oraz elementami pozajęzykowymi komunikatów. Charakter homonimiczny mogą wykazywać również pełne konstrukcje językowe. Na przykład wyrażenie dobrzy uczniowie i nauczyciele można interpretować jako dobrzy uczniowie + dobrzy nauczyciele bądź jako dobrzy uczniowie + nauczyciele.
W zależności od tego, czy rozpatruje się sam poziom fonetyczny języka (wymowa), czy też graficzny (zapis, zewnętrzny wobec systemu językowego), można wyróżnić odpowiednio dwa typy homonimów: homofony i homografy. Spotyka się również definicję, zgodnie z którą homonimy to elementy językowe będące równocześnie zarówno homofonami, jak i homografami.
Czyni się także rozróżnienie między homonimami właściwymi, czyli jednostkami językowymi mającymi różne pochodzenie, a polisemami („homonimami polisemicznymi”), które można klasyfikować jako jeden wyraz, choć występujący w różnych znaczeniach. Homonimia zachodzi na gruncie różnych leksemów, polisemia to zaś różność odcieni znaczeniowych w ramach danego leksemu. Istnieją także takie leksemy, które są zbieżne tylko w niektórych formach (por. słow. nos „noś”; nos „nos” lub pol. piła jako czasownik lub rzeczownik). Takie formy wyrazowe to tzw. homonimy formowe (homoformy).
Zabieg stylistyczny polegający na wykorzystaniu w jednej wypowiedzi obydwu znaczeń homonimu (np. „Jaką pełnił tam świadek funkcję?” „f(x), wysoki sądzie” lub „Musiała iść na partię krokieta.” „Czy ten krokiet był z pieprzu?”) to tzw. zeugma.